# Gmina Imielno
Die Gmina Imielno ist eine Landgemeinde im Powiat Jędrzejowski der Woiwodschaft Heiligkreuz in Polen. Ihr Sitz ist das gleichnamige Dorf mit etwa 215 Einwohnern 2011.

## Geographie
Die Gemeinde grenzt im Nordwesten an die Gemeinde der Kreisstadt Jędrzejów. Wichtigstes Gewässer ist die Nida mit dem Landschaftsschutzpark Nidagebiet.

## Gliederung
Die Landgemeinde hat eine Fläche von 101 km² und gliedert sich in 21 Dörfer mit Schulzenämtern:
| - Bełk - Borszowice - Dalechowy - Dzierszyn - Grudzyny - Helenówka - Imielnica - Imielno | - Jakubów - Karczunek - Kawęczyn - Mierzwin - Motkowice - Opatkowice Cysterskie - Opatkowice Drewniane - Opatkowice Murowane | - Opatkowice Pojałowskie - Rajchotka - Sobowice - Stawy - Wygoda - Zegartowice |

## Verkehr
Nördlich des Hauptorts verläuft die Landesstraße DK78 in Ost-West-Richtung von Zawiercie nach Chmielnik.
Die eingleisige Schmalspurbahn (Świętokrzyska Kolejka Dojazdowa) von Jędrzejów nach Pińczów besitzt Haltepunkte in Wygoda und Motkowice. Auch die eingleisige Güterbahnstrecke Linia Hutnicza Szerokotorowa von Sędziszów nach Staszów durchzieht das Gemeindegebiet.